# Węgorzewo
Węgorzewo (dawniej Węgobork, niem. Angerburg, lit. Ungura, maz. Wéngobork) – miasto w woj. warmińsko-mazurskim, w powiecie węgorzewskim, siedziba miejsko-wiejskiej gminy Węgorzewo.
Według danych GUS z 1 stycznia 2025 r. Węgorzewo liczyło 10 448	mieszkańców i miało powierzchnię 10,88 km².

## Położenie
Pod względem etnograficznym miasto leży na Mazurach. Historycznie Węgorzewo znajduje się w Prusach Dolnych, na obszarze dawnej Galindii.
Według regionalizacji fizycznogeograficznej Polski miasto leży w Krainie Wielkich Jezior Mazurskich.

## Historia

### Od XIII do XVI wieku
Okolice dzisiejszego Węgorzewa do XIII w. zamieszkiwali Galindowie. Między 1260 a 1283 rokiem obszar został opanowany przez Krzyżaków, którzy w 1312 zbudowali w pobliżu miejsca wypływu Węgorapy z Mamr drewniany zamek, zwany Angerburg, przy którym w 1335 powstała osada przyzamkowa. Zamek był niszczony w 1365 i 1397 przez Litwinów. Nowy zamek usytuowano w 1398 roku 2 kilometry na północny wschód od poprzedniego, na wyspie rzecznej. W tym samym roku przy zamku powstała osada rzemieślnicza. Rok później (1399) została ona lokowana pod nazwą Angeraw, a w 1412 roku otrzymała prawa miejskie – miasto nazwano od zamku Angerburg (w 1450 roku przy hołdzie objazdowym Ludwiga von Erlichshausena wymieniana jest rada i ławnicy z Angerburga). Wskutek działań wojny trzynastoletniej oraz niewystarczającej liczby osadników (m.in. zbyt mało wsi czynszowych) lokacja miasta nie powiodła się – miasto Angerburg zostało przekształcone w targową osadę zagrodniczą, w czasie wojny został również zniszczony pierwszy kościół. W latach 70. XV wieku, niedaleko zamku, powstała nowa osada czynszowa nazywana początkowo Geratową Wolą (Gerothwol), potem Nową Wsią (Neudorf); w 1510 wymieniana jest w dokumentach. W 1479 wybudowano w osadzie kaplicę, a w 1491 biskup warmiński Łukasz Watzenrode wydał pozwolenie na wybudowanie kościoła. Nowa Wieś otrzymała przywilej lokacyjny w 1514. Była ona zaczątkiem miasta, a 4 kwietnia 1571 roku miejscowość uzyskała ponownie prawa miejskie, nadane przez księcia Albrechta Fryderyka Hohenzollerna. Wtedy osada między miastem a zamkiem otrzymała nazwę Wola (Freyheit, Schloβfreyheit, Churfürstliche Freyheit).

### Od XVII do lat 30. XX wieku

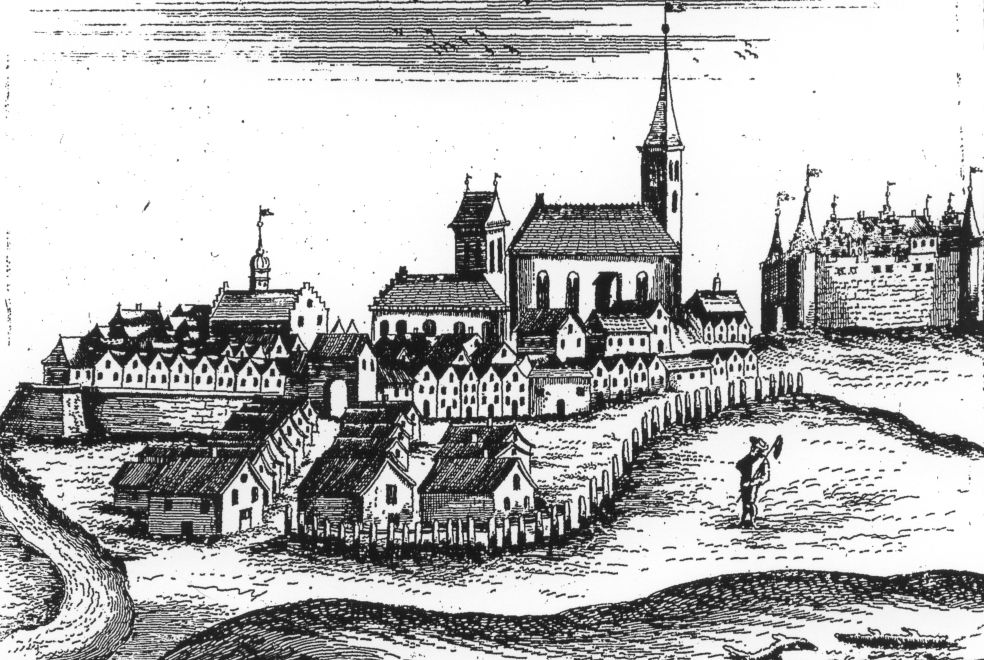
Widok miasta w 1684 roku

W 1656 miasto zostało doszczętnie zniszczone w czasie najazdu sprzymierzonych z Rzecząpospolitą Tatarów. Po tych zniszczeniach i wyludnieniach rozwijało się wskutek żywiołowej kolonizacji polskich osadników z Mazowsza. W tym czasie nosiło dwie nazwy: niemiecką Angerburg (od nazwy zamku) i polską Węgobork (przyswojenie nazwy niemieckiej). Kolejną klęskę miasto przeżyło w latach 1709–1710 w czasie epidemii dżumy, w której wyniku zmarło niemal 13 tysięcy mieszkańców miasta i całego starostwa węgorzewskiego. W 1730 wprowadzono oświetlenie ulic latarniami. W 1734 na węgorzewskim zamku gościł król Stanisław Leszczyński – uciekał z kraju przed wojskami rosyjskimi, które wyniosły na tron polski Augusta III Sasa. Z Węgorzewa Stanisław Leszczyński udał się do Francji.
W roku 1740 arianin inżynier Jan Władysław Suchodolec (syn Samuela Suchodolskiego ze Starej Różanki) zbudował wodociąg. Woda doprowadzona była do studzien miejskich i do najwyższych pięter węgorzewskiego zamku. W 1829 otwarto pierwsze na Mazurach seminarium nauczycielskie, kształcące niemiecką kadrę nauczycielska. Ożywienie miasta spowodował rozwój żeglugi na jeziorach mazurskich i wybudowanie linii kolejowej.
W czasie I wojny światowej toczyły się w okolicy walki między wojskami niemieckim a rosyjskimi. W latach międzywojennych Węgorzewo stało się popularnym letniskiem i ośrodkiem sportów wodnych.

### II wojna światowa
Do 1945 Węgorzewo było węzłem kolejowym, z którego rozchodziło się pięć linii (do dziś została tylko jedna do Kętrzyna, ale w 1992 zawieszono ruch osobowy). W styczniu 1945 roku miasto zostaje zajęte przez oddziały 2 armii gwardyjskiej III Frontu Białoruskiego Zabudowa miasta została zniszczona w około 80% przez Armię Czerwoną. Podczas walk ginie ok. 1500 żołnierzy radzieckich.

### Po 1945
W 1945 miasto włączone zostało do Polski pod nazwą Węgobork (od 1946 Węgorzewo). Jego dotychczasowa, niemiecka ludność zastąpiona została polskimi ekspatriantami. W latach 1975–1998 miasto administracyjnie należało do woj. suwalskiego, a w latach 1999–2001 do powiatu giżyckiego.
W miejscowości działało Państwowe Gospodarstwo Rybackie Węgorzewo.

## Podział administracyjny
Węgorzewo jest podzielone na:
- osiedle I – położone na prawym brzegu rzeki Węgorapy
- osiedle II – położone na lewym brzegu rzeki Węgorapy

Istnieje też nieoficjalny podział miasta, w którym wyróżnia się:
- osiedle Kopernika – położone w sąsiedztwie kościoła Matki Bożej Fatimskiej
- osiedle Chrobrego – położone przy ulicach Bolesława Chrobrego i Jana Pawła II, przy Komendzie Powiatowej Policji
- osiedle Południe – rejon domów jednorodzinnych położony przy drodze krajowej nr 63

Częściami miasta Węgorzewa są Sobin i Janówko.

## Zabytki
- Zamek krzyżacki z 1398 roku – przebudowany w pierwszej połowie XVIII w. w stylu barokowym. W połowie XIX w. zamek został zaadaptowany na sąd i więzienie. Po zniszczeniach w czasie II wojny światowej odbudowany i przeznaczony na cele kulturalne. Jest to budowla trójskrzydłowa, obejmująca nieregularny dziedziniec, otwarta w stronę rzeki Węgorapy. W skrzydle północnym znajduje się brama wjazdowa. Zachowała się także okrągła baszta;
- Późnogotycki kościół św. Piotra i Pawła – z lat 1605–1611, powiększony o transept w 1729 r. i dobudowaną wieżę w połowie XVIII w., hełm z latarnią z 1826 r. Późnorenesansowe wyposażenie wnętrza, ołtarz główny i ambona z XVII w. Nad portalem wieży umieszczone są herby barona Fryderyka zu Dohna i Andrzeja von Kreutzena – fundatorów kościoła. Obok płyta nagrobna starosty Hansa von Auera, z 1659 r.;
- ratusz z XIX w. przy ul. Zamkowej, przed wojną budynek Urzędu Finansowego, obecnie siedziba Urzędu Miasta i Gminy;
- kamieniczki z XIX w. przy ulicach Zamkowej, Teatralnej, Pionierów i placu Wolności;
- pałac i park z 1. połowy XIX w.;
- budynek Szkoły Podstawowej nr 1 (dawniej garnizon) z XIX w.;
- budynek dworca kolejowego z XIX w.;
- kompleks budynków Jednostki Wojskowej z XIX w.;
- kompleks budynków dawnego zakładu Betehsda z XIX w.;
- dawne cmentarze Betehsdy z XVIII w. przy ul. Teatralnej i Rolnej
- dwie kaplice cmentarne z przełomu XIX/XX w.;
- cerkiew prawosławna z początku XX wieku (parafialna) – dawna kaplica baptystów;
- kościół Dobrego Pasterza wybudowany w latach 1912–1913;
- kościół bizantyjsko-ukraiński św. Krzyża z lat 1930–1933;

Wybrane zabytki miasta
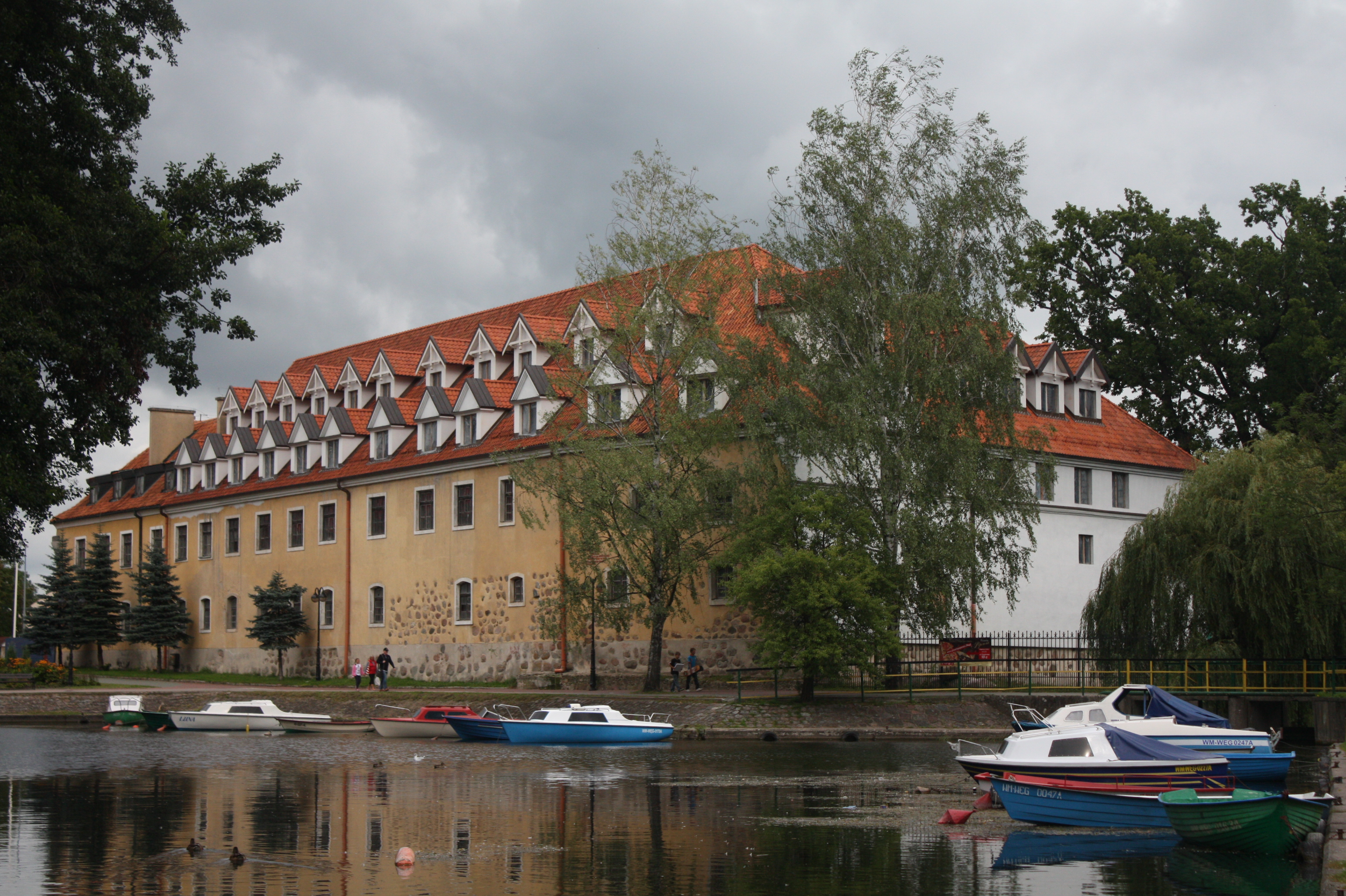
Zamek krzyżacki
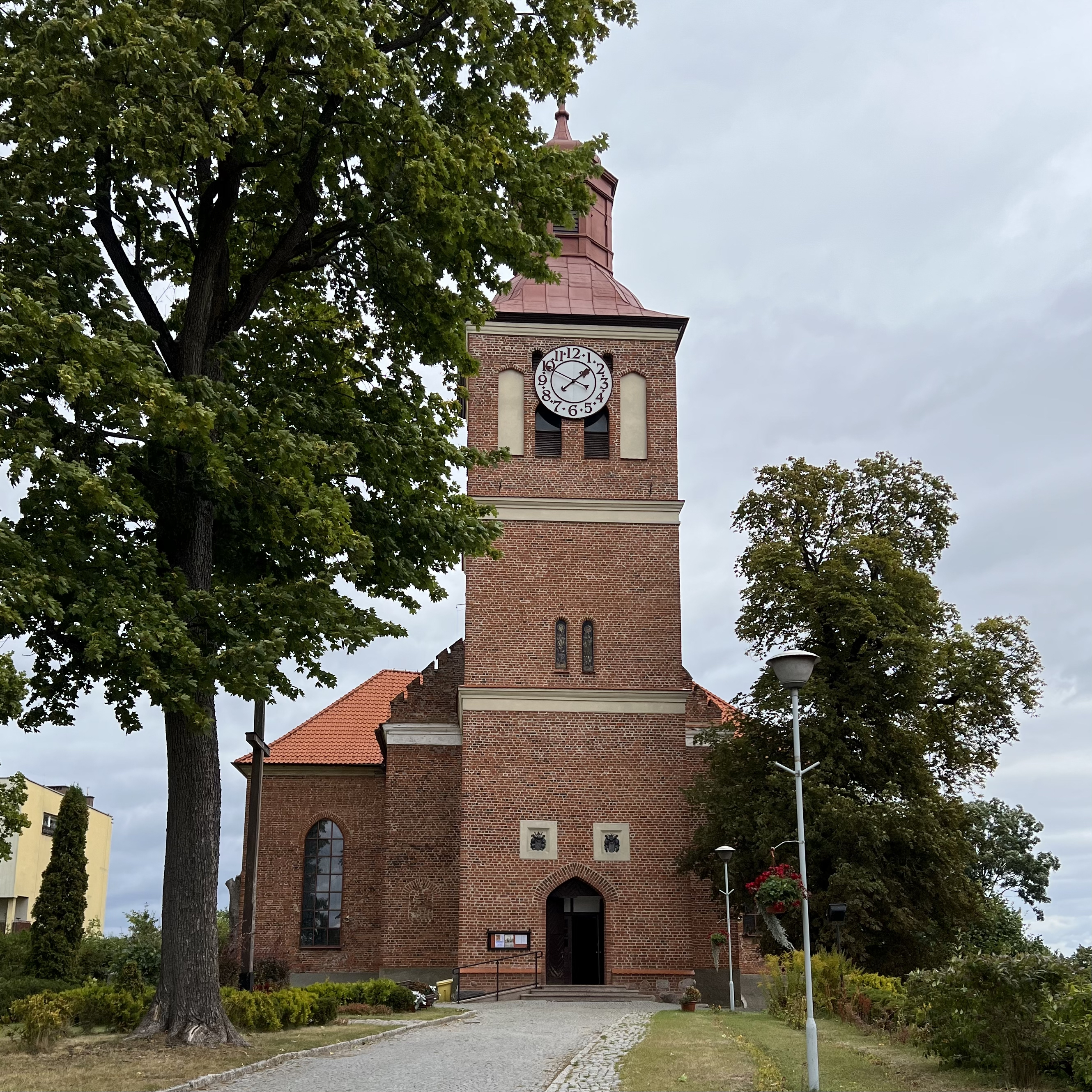
Kościół św. Piotra i Pawła
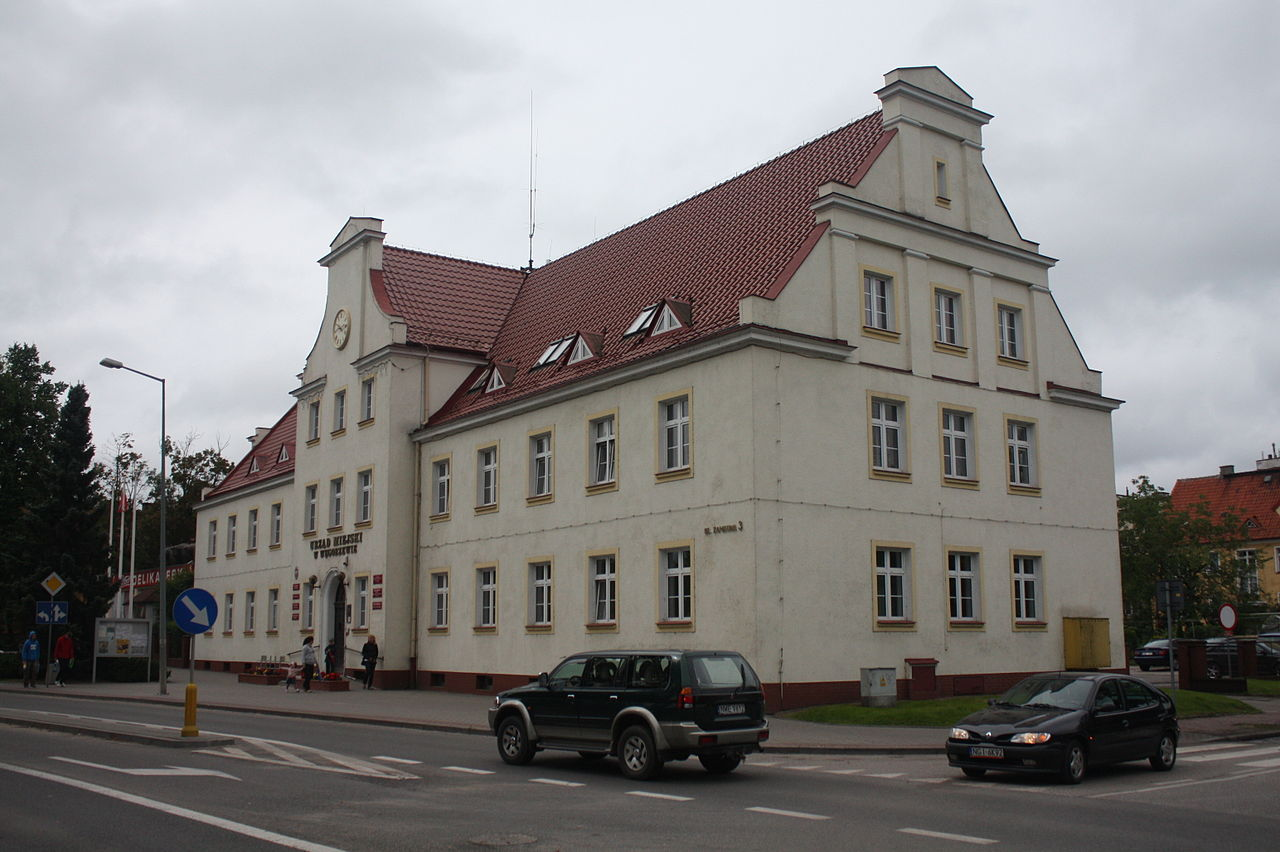
Ratusz miejski
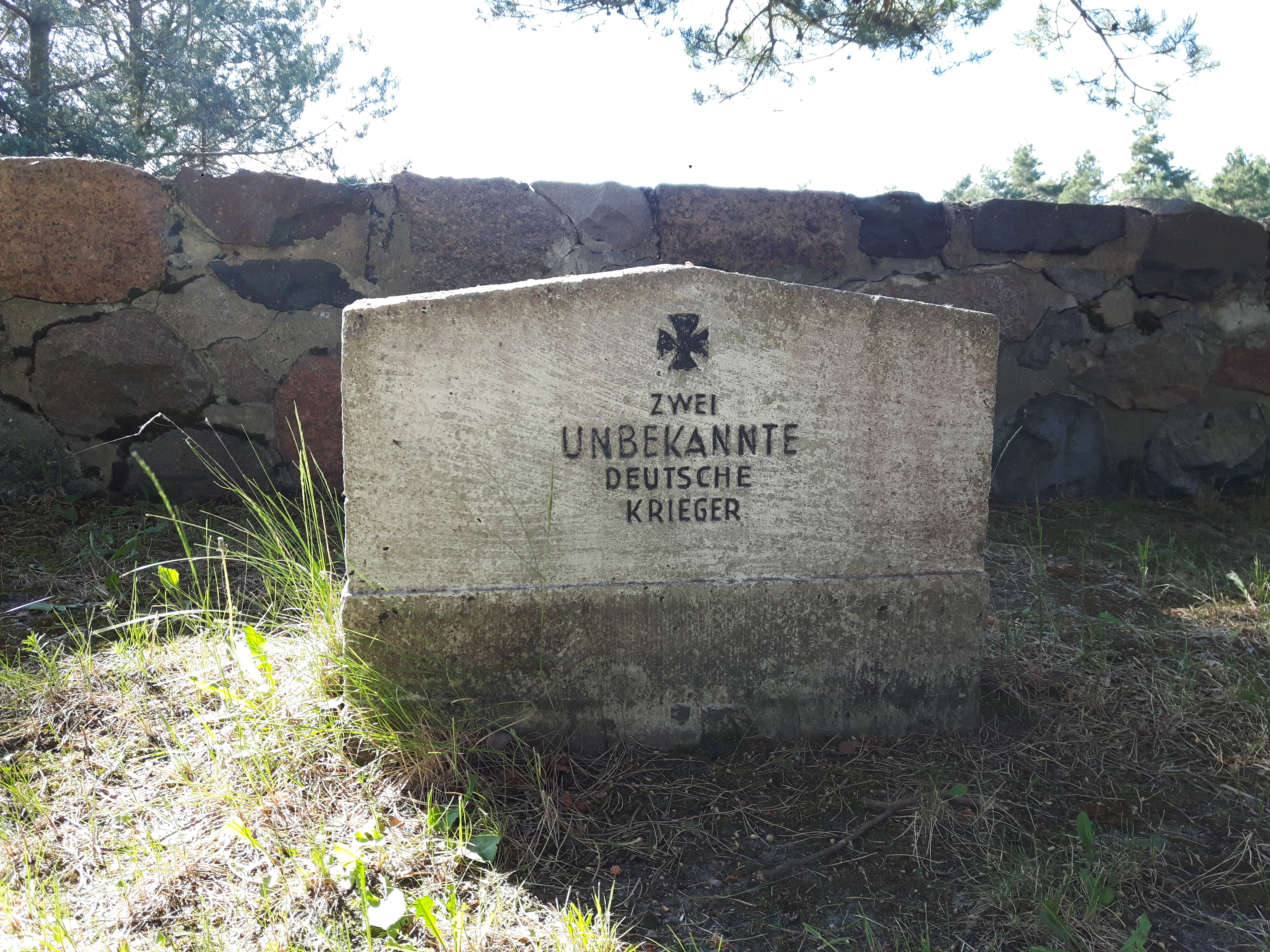
Nagrobek na cmentarzu ofiar I wojny światowej w Węgorzewie

## Demografia
Według danych z 31 grudnia 2014 r. miasto miało 11 661 mieszkańców.

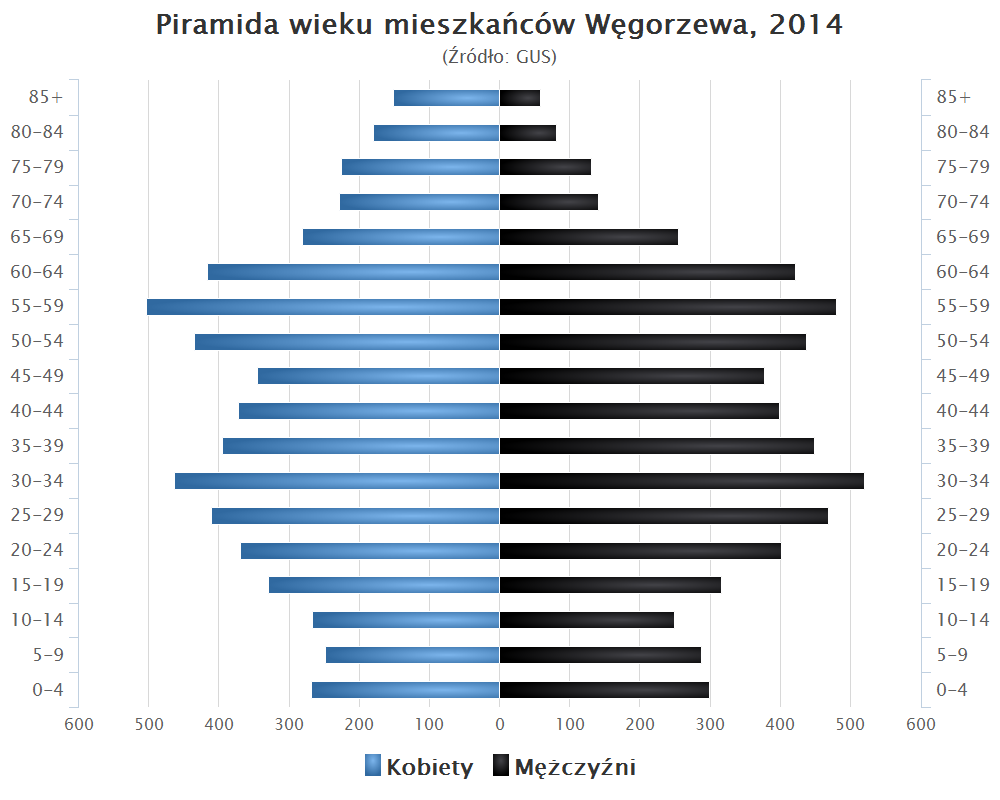
Piramida wieku mieszkańców Węgorzewa w 2014 roku

## Wspólnoty wyznaniowe

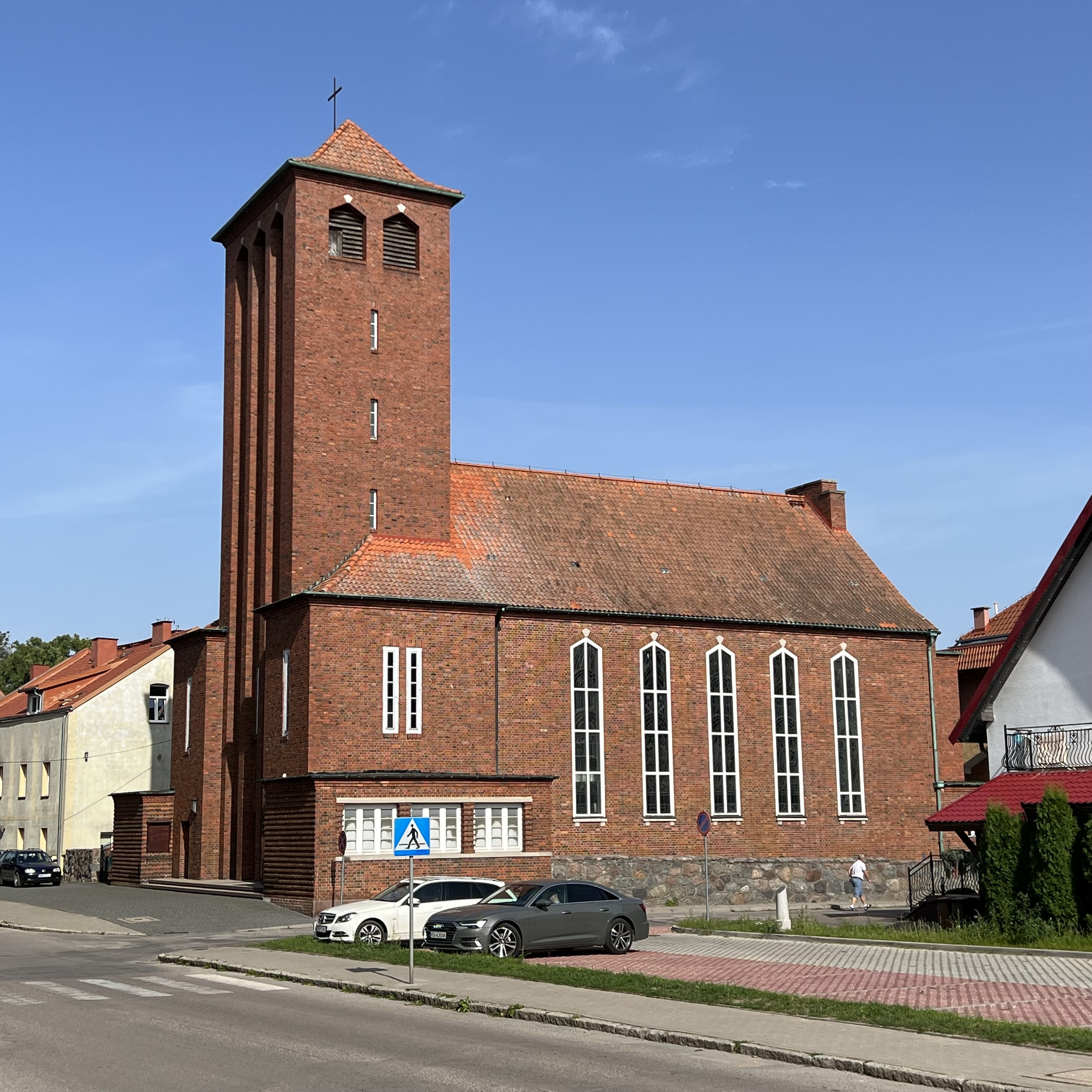
Dawny kościół ewangelicki św. Krzyża (wzn. w latach 1930–1933), obecnie cerkiew greckokatolicka Świętego Krzyża

Na terenie miasta działalność religijną prowadzą:
- Kościół Boży w Polsce (Kościół Chrześcijański ZOE)[23]
- Kościół Greckokatolicki w Polsce (parafia Świętego Krzyża)[24]
- Kościół Ewangelicko-Augsburski w RP (filiał Węgorzewo podległy parafii w Giżycku)[25]
- Kościół Rzymskokatolicki (parafia św. Piotra i Pawła[26], parafia wojskowa św. Barbary[27] oraz prowadzone przez księży salwatorianów: parafia Dobrego Pasterza oraz parafia Matki Bożej Fatimskiej[28])
- Kościół Zielonoświątkowy (zbór Jezusa Chrystusa)[29]
- Polski Autokefaliczny Kościół Prawosławny (parafia Świętych Apostołów Piotra i Pawła)[30]
- Świadkowie Jehowy: zbór Węgorzewo[31][32].

## Oświata

### Szkoły podstawowe
- Szkoła Podstawowa nr 1 im. Mikołaja Kopernika w Węgorzewie
- Szkoła Podstawowa nr 2 im. Janusza Korczaka w Węgorzewie
- Specjalny Ośrodek Szkolno-Wychowawczy w Węgorzewie

### Szkoły ponadpodstawowe
- Liceum Ogólnokształcące im. Gen. Mariusza Zaruskiego w Węgorzewie
- Zespół Szkół Zawodowych w Węgorzewie
- Zasadnicza Szkoła Zawodowa Specjalna

### Szkoły dla dorosłych
- Liceum dla Dorosłych
- Szkoła Policealna

## Kultura
W mieście swoją siedzibę ma Węgorzewskie Centrum Kultury organizujące imprezy miejskie. Najbardziej znane to:
- Dni Węgorzewa
- Międzynarodowy Festiwal Dziecięcych i Młodzieżowych Zespołów Folklorystycznych Mniejszości Narodowych
- Regionalny Festiwal Kultury Łowieckiej
- Naturalnie Mazury Festiwal Music & More
- Międzynarodowy Jarmark Folkloru
- Beach Party Węgorzewo

### Media
- Węgorzewo.tv
- Gazeta Olsztyńska z dodatkiem Węgorzewski Tydzień

## Muzea
- Muzeum Tradycji Kolejowej
- Muzeum Kultury Ludowej

## Sport
W mieście swą siedzibę ma klub piłkarski „Vęgoria” Węgorzewo. W sezonie 2006/2007 grał w klasie okręgowej, w I grupie warmińsko-mazurskiej. Zajął w niej 2.miejsce i po barażach z Romintą Gołdap (3:0 w, 1:1 d) awansował do IV ligi warmińsko-mazurskiej. Po reformie rozgrywek, awansował do III ligi podlasko-warmińsko-mazurskiej, w której grał 3 sezony (2008/2009–2010/2011). W tym ostatnim sezonie „Vęgoria” spadła do IV ligi warmińsko-mazurskiej, w której grała w sezonach 2011/2012–2013/2014. Obecnie gra w klasie okręgowej.

### Sportowcy
- Dorota Kozakiewicz (kajakarstwo)
- Katarzyna Kozakiewicz (kajakarstwo)
- Marcin Tokarz (lekkoatletyka)
- Izabela Mendyk (lekkoatletyka)
- Klaudia Nazarowicz (lekkoatletyka)
- Jakub Moskal (lekkoatletyka)
- Hubert Dunin Borkowski (lekkoatletyka)

### E-sport
W Węgorzewie działa również uczniowski klub e-sportowy „Elovego”, skupiający się na promocji e-sportu i ocieplaniu wizerunku gier komputerowych w Polsce. Klub ma na swoim koncie organizację turnieju e-sportowego „Elovego E-Sports Cup – Turniej Counter Strike GO”, w którym wzięło udział 16 drużyn z całej Polski.

## Siły Zbrojne Rzeczypospolitej Polskiej
Miasto Węgorzewo jest miastem garnizonowym. Rozmieszczona jest tutaj 1 Mazurska Brygada Artylerii im. gen. Józefa Bema.

## Transport
Główne ciągi transportowe
- ul. S. Jaracza – ul. Zamkowa – ul. gen. J. Bema – ul. Łuczańska
- ul. Armii Krajowej
- pl. Grunwaldzki – ul. 11 Listopada

Główne skrzyżowania
- pl. Grunwaldzki
- ul. Zamkowa – ul. Armii Krajowej
- ul. Zamkowa – ul. 3 Maja

Trasy wylotowe
- ul. Łuczańska ⇒ droga krajowa nr 63 – Giżycko, Łomża, dalej droga krajowa nr 61 Warszawa
- ul. Stefana Jaracza ⇒ droga wojewódzka nr 650 – Kętrzyn, dalej Olsztyn
- ul. Armii Krajowej ⇒ droga krajowa nr 63 – Rudziszki
- ul. 11 Listopada ⇒ droga wojewódzka nr 650 – Gołdap, dalej Suwałki
- ul. Jasna ⇒ Kal
- al. Wojska Polskiego ⇒ Stręgiel

Drogi krajowe i wojewódzkie przebiegające przez miasto
- 63 – Sławatycze – Węgorzewo – Rudziszki; w mieście: ul. Armii Krajowej – ul. Zamkowa – ul. gen. J. Bema – ul. Łuczańska
- 650 – Stara Różanka – Węgorzewo – Gołdap; w mieście: ul. S. Jaracza – ul. Zamkowa – ul. Targowa – ul. 11 Listopada

Przejście graniczne Perły – Kryłowo w gminie Węgorzewo to planowane polsko-rosyjskie drogowe przejście graniczne dla małego ruchu graniczego.

### Transport zbiorowy
Do Węgorzewa obecnie nie docierają pociągi pasażerskie PKP – ruch pasażerski został zawieszony w 1992 roku, a towarowy – w 2000 roku. Najbliższa stacja kolejowa z czynnym ruchem pasażerskim PKP znajduje się w pobliskim Giżycku. Jednak w latach 2008–2009 w okresie wakacji i we wrześniu (w soboty i niedziele) odbywały się kursy pociągów turystycznych pod zarządem Stowarzyszenia Hobbystów Kolejowych, a od 2013 roku pod zarządem Stowarzyszenia Kolejowych Przewozów Lokalnych (2013 – w weekendy, 2014 i 2016 – codziennie).
Lokalne i dalekobieżne połączenia autobusowe obsługiwane są przez Arriva – Oddział w Węgorzewie. Ważną rolę odgrywa również PPKS Suwałki.
Węgorzewo posiada dalekobieżne połączenia autobusowe z Warszawą, Gdańskiem, Olsztynem, i Suwałkami. Lokalne autobusy kursują do Gołdapi, Giżycka, Kętrzyna i miejscowości powiatu węgorzewskiego.

## Współpraca międzynarodowa
Miasta i gminy partnerskie:
- Leffrinckoucke (Francja) – od 1996
- Rottenburg (Niemcy) – od 1996
- Jaworów (Ukraina) – od 1996
- Niemenczyn (Litwa) – od 2008